# Resistência: A História de uma Mulher que Desafiou Hitler
Resistência: A História de uma Mulher que Desafiou Hitler (no original, Resistance) é um livro da historiadora francesa Agnes Humbert, que mistura diário e memórias, publicado pela primeira vez em 1946. 
Lançado pela Nova Franteira em 2008, a tradução no Brasil foi o décimo quinto livro mais vendido na categoria "Não-ficção" em 2009, conforme levantamento da Revista Veja.